# Las47
A Las47 egy lengyel szertartályos gőzmozdony-sorozat volt. 1947 és 1958 között gyártotta a lengyel Fablok mozdonygyár. A 600 / 700 / 750 / 760 mm-es nyomtávú erdőgazdasági vasutakhoz használták, elsősorban áruszállításra. A sorozat selejtezése után több példány is fennmaradt, egy mozdony jelenleg a Bieszczady erdei vasúton található.